# Ascocephalophora
Ascocephalophora är ett släkte av svampar. Ascocephalophora ingår i familjen Endomycetaceae, ordningen Saccharomycetales, klassen Saccharomycetes, divisionen sporsäcksvampar och riket svampar.
|                  | Endomyces                                       |
|                  |                                                 |
|                  | Helicogonium                                    |
|                  |                                                 |
|                  | Phialoascus                                     |
|                  |                                                 |
| Ascocephalophora | \| \| Ascocephalophora petasiformis \| \| \| \| |
|                  | \| \| Ascocephalophora petasiformis \| \| \| \| |
|                  | Ascocephalophora petasiformis                   |
|                  |                                                 |

|  | Ascocephalophora petasiformis |
|  |                               |